# Ion Motroc
Ion Motroc (Bucarest, 14 febbraio 1937) è un allenatore di calcio ed ex calciatore rumeno, di ruolo difensore.
È il padre di Florin Motroc.

## Palmarès

### Giocatore

#### Competizioni nazionali
- Coppa di Romania: 1

Dinamo Bucarest: 1958-1959
- Campionato rumeno: 1

Rapid Bucarest: 1966-1967

#### Competizioni internazionali
- Coppa dei Balcani: 2

Rapid Bucarest: 1963-1964, 1965-1966

### Allenatore

#### Competizioni nazionali
- Campionato rumeno di Serie B: 2

Sportul Studențesc: 1971-1972
Rapid Bucarest: 1974-1975
- Coppa di Romania: 1

Rapid Bucarest: 1974-1975